# A1 (cohete)
A1 fue el nombre del primero (data de 1933) de una serie de cohetes alemanes, en cuyo diseño participó Wernher von Braun y cuyo posterior desarrollo llevaría a la creación del V2, el primer misil balístico del mundo.
Explotó en Kummersdorf durante una de las pruebas. En realidad era aerodinámicamente inestable (montaba un volante de inercia en el frontal) y no llegaron a hacerse intentos de lanzamiento.
El propelente elegido para el cohete estaba formado por un 75 % de alcohol y 40 kg de oxígeno líquido.

## Características
- Empuje: 300 kg-f
- Masa: 150 kg
- Diámetro: 0,30 m
- Longitud: 1,40 m